# Lista di asteroidi (285001-286000)
Di seguito una lista di asteroidi dal numero 285001 al 286000 con data di scoperta e scopritore.

## 285001-285100
| Nome     | Designazione provvisoria | Data di scoperta  | Scopritore                                                |
| -------- | ------------------------ | ----------------- | --------------------------------------------------------- |
| 285001 - | 2010 RN47                | 28 settembre 2006 | Spacewatch                                                |
| 285002 - | 2010 TU131               | 5 marzo 2006      | LONEOS                                                    |
| 285003 - | 2010 UH46                | 14 ottobre 2001   | LINEAR                                                    |
| 285004 - | 2010 UY98                | 29 settembre 2003 | Sloan Digital Sky Survey                                  |
| 285005 - | 2010 VG120               | 15 dicembre 2001  | LINEAR                                                    |
| 285006 - | 2010 VV132               | 15 ottobre 1995   | Spacewatch                                                |
| 285007 - | 2010 XO55                | 30 settembre 2006 | Mt. Lemmon Survey                                         |
| 285008 - | 2011 AP8                 | 30 settembre 2005 | Mt. Lemmon Survey                                         |
| 285009 - | 2011 AJ20                | 9 dicembre 2004   | CSS                                                       |
| 285010 - | 2011 AM66                | 9 luglio 2005     | Spacewatch                                                |
| 285011 - | 2011 BY19                | 5 aprile 2000     | LINEAR                                                    |
| 285012 - | 2011 BP36                | 7 febbraio 2002   | NEAT                                                      |
| 285013 - | 2011 BT89                | 2 luglio 2008     | Spacewatch                                                |
| 285014 - | 2011 BF94                | 28 gennaio 2006   | Mt. Lemmon Survey                                         |
| 285015 - | 2011 BD114               | 25 marzo 1995     | Spacewatch                                                |
| 285016 - | 2011 CZ7                 | 3 settembre 2004  | NEAT                                                      |
| 285017 - | 2011 CZ20                | 25 dicembre 2005  | Spacewatch                                                |
| 285018 - | 2011 CA71                | 19 settembre 2001 | LINEAR                                                    |
| 285019 - | 2011 CW77                | 26 febbraio 2007  | Mt. Lemmon Survey                                         |
| 285020 - | 2011 DG4                 | 3 aprile 2000     | LINEAR                                                    |
| 285021 - | 2011 DW10                | 7 gennaio 2005    | CSS                                                       |
| 285022 - | 2011 DF18                | 15 marzo 2007     | Spacewatch                                                |
| 285023 - | 2011 DT21                | 28 gennaio 2006   | Spacewatch                                                |
| 285024 - | 2011 DD40                | 19 settembre 2003 | NEAT                                                      |
| 285025 - | 2011 DZ40                | 26 settembre 2003 | Sloan Digital Sky Survey                                  |
| 285026 - | 2011 DA43                | 17 settembre 2003 | NEAT                                                      |
| 285027 - | 2011 DX45                | 5 ottobre 2002    | Sloan Digital Sky Survey                                  |
| 285028 - | 2011 EO                  | 10 dicembre 2004  | Spacewatch                                                |
| 285029 - | 2011 EW10                | 27 marzo 2003     | Spacewatch                                                |
| 285030 - | 2011 EJ11                | 28 settembre 2002 | NEAT                                                      |
| 285031 - | 2011 EO14                | 20 settembre 2008 | Mt. Lemmon Survey                                         |
| 285032 - | 2011 EX26                | 4 novembre 2005   | Spacewatch                                                |
| 285033 - | 2011 ED40                | 18 novembre 1998  | Spacewatch                                                |
| 285034 - | 2011 EJ42                | 25 ottobre 2005   | Mt. Lemmon Survey                                         |
| 285035 - | 2011 EC44                | 3 febbraio 2000   | LINEAR                                                    |
| 285036 - | 2011 EJ51                | 6 aprile 2000     | LONEOS                                                    |
| 285037 - | 2011 ES51                | 29 dicembre 2003  | Spacewatch                                                |
| 285038 - | 2011 EU54                | 26 marzo 2006     | Spacewatch                                                |
| 285039 - | 2011 EY54                | 30 agosto 2002    | Spacewatch                                                |
| 285040 - | 2011 EO77                | 20 febbraio 2006  | Spacewatch                                                |
| 285041 - | 2011 FC5                 | 25 luglio 2007    | LUSS                                                      |
| 285042 - | 2011 FZ5                 | 4 marzo 2006      | Mt. Lemmon Survey                                         |
| 285043 - | 2011 FJ10                | 11 settembre 2005 | Spacewatch                                                |
| 285044 - | 2011 FT10                | 12 marzo 2007     | Spacewatch                                                |
| 285045 - | 2011 FW97                | 3 dicembre 2005   | Spacewatch                                                |
| 285046 - | 2011 FZ132               | 30 marzo 2000     | Spacewatch                                                |
| 285047 - | 2011 FG147               | 25 dicembre 2005  | LONEOS                                                    |
| 285048 - | 2011 FJ154               | 15 marzo 2007     | Spacewatch                                                |
| 285049 - | 2011 GM32                | 4 novembre 2005   | Spacewatch                                                |
| 285050 - | 2011 GU32                | 25 febbraio 2007  | Spacewatch                                                |
| 285051 - | 2011 GD43                | 14 dicembre 2001  | LINEAR                                                    |
| 285052 - | 2011 GX85                | 15 luglio 1998    | Spacewatch                                                |
| 285053 - | 2011 HN8                 | 15 maggio 1996    | Spacewatch                                                |
| 285054 - | 2011 HK18                | 8 aprile 2002     | NEAT                                                      |
| 285055 - | 2011 HT18                | 6 dicembre 2005   | Spacewatch                                                |
| 285056 - | 2011 HG25                | 6 novembre 2005   | Spacewatch                                                |
| 285057 - | 2011 HW25                | 23 gennaio 2006   | Mt. Lemmon Survey                                         |
| 285058 - | 2011 HK30                | 3 aprile 2002     | Spacewatch                                                |
| 285059 - | 2011 HV60                | 29 aprile 2011    | Mt. Lemmon Survey                                         |
| 285060 - | 2011 HT91                | 20 novembre 2004  | Spacewatch                                                |
| 285061 - | 2011 HZ100               | 18 ottobre 2004   | Buie, M. W.                                               |
| 285062 - | 2011 JK29                | 27 febbraio 2007  | Spacewatch                                                |
| 285063 - | 2011 KV                  | 28 marzo 1995     | Spacewatch                                                |
| 285064 - | 2011 KG3                 | 20 ottobre 2003   | Spacewatch                                                |
| 285065 - | 2011 KM11                | 12 aprile 2004    | NEAT                                                      |
| 285066 - | 2011 KO11                | 21 agosto 2004    | CSS                                                       |
| 285067 - | 2011 KS20                | 18 novembre 2008  | Spacewatch                                                |
| 285068 - | 2011 KA23                | 13 aprile 1996    | Spacewatch                                                |
| 285069 - | 2011 KB23                | 3 ottobre 2008    | Spacewatch                                                |
| 285070 - | 2011 KO24                | 16 gennaio 2005   | Spacewatch                                                |
| 285071 - | 2011 KK25                | 27 ottobre 2008   | Mt. Lemmon Survey                                         |
| 285072 - | 2011 KQ25                | 25 marzo 2000     | Spacewatch                                                |
| 285073 - | 2011 KH28                | 30 agosto 2005    | Spacewatch                                                |
| 285074 - | 2011 KO28                | 24 marzo 2006     | Spacewatch                                                |
| 285075 - | 2011 KF33                | 14 marzo 2004     | Spacewatch                                                |
| 285076 - | 2011 KG33                | 16 agosto 2001    | NEAT                                                      |
| 285077 - | 2227 T-2                 | 29 settembre 1973 | van Houten, C. J., van Houten-Groeneveld, I., Gehrels, T. |
| 285078 - | 2459 T-3                 | 16 ottobre 1977   | van Houten, C. J., van Houten-Groeneveld, I., Gehrels, T. |
| 285079 - | 1981 EQ36                | 7 marzo 1981      | Bus, S. J.                                                |
| 285080 - | 1981 EB47                | 2 marzo 1981      | Bus, S. J.                                                |
| 285081 - | 1991 FD1                 | 18 marzo 1991     | Spacewatch                                                |
| 285082 - | 1991 TJ15                | 6 ottobre 1991    | Lowe, A.                                                  |
| 285083 - | 1992 DS8                 | 29 febbraio 1992  | UESAC                                                     |
| 285084 - | 1992 SY10                | 28 settembre 1992 | Spacewatch                                                |
| 285085 - | 1992 UM7                 | 18 ottobre 1992   | Spacewatch                                                |
| 285086 - | 1993 FA38                | 19 marzo 1993     | UESAC                                                     |
| 285087 - | 1993 HN4                 | 21 aprile 1993    | Spacewatch                                                |
| 285088 - | 1993 TQ7                 | 9 ottobre 1993    | Spacewatch                                                |
| 285089 - | 1993 TT23                | 9 ottobre 1993    | Elst, E. W.                                               |
| 285090 - | 1993 TV24                | 9 ottobre 1993    | Elst, E. W.                                               |
| 285091 - | 1994 AL7                 | 7 gennaio 1994    | Spacewatch                                                |
| 285092 - | 1994 AP14                | 13 gennaio 1994   | Spacewatch                                                |
| 285093 - | 1994 HC                  | 19 aprile 1994    | Spacewatch                                                |
| 285094 - | 1994 PR7                 | 10 agosto 1994    | Elst, E. W.                                               |
| 285095 - | 1994 RC3                 | 2 settembre 1994  | Spacewatch                                                |
| 285096 - | 1994 TZ10                | 9 ottobre 1994    | Spacewatch                                                |
| 285097 - | 1994 UM8                 | 28 ottobre 1994   | Spacewatch                                                |
| 285098 - | 1994 UZ8                 | 28 ottobre 1994   | Spacewatch                                                |
| 285099 - | 1994 VT3                 | 1º novembre 1994  | Spacewatch                                                |
| 285100 - | 1994 WX7                 | 28 novembre 1994  | Spacewatch                                                |

## 285101-285200
| Nome     | Designazione provvisoria | Data di scoperta  | Scopritore                           |
| -------- | ------------------------ | ----------------- | ------------------------------------ |
| 285101 - | 1994 WD13                | 28 novembre 1994  | Spacewatch                           |
| 285102 - | 1995 BZ5                 | 28 gennaio 1995   | Spacewatch                           |
| 285103 - | 1995 BW7                 | 29 gennaio 1995   | Spacewatch                           |
| 285104 - | 1995 CR3                 | 1º febbraio 1995  | Spacewatch                           |
| 285105 - | 1995 CS4                 | 1º febbraio 1995  | Spacewatch                           |
| 285106 - | 1995 FL7                 | 25 marzo 1995     | Spacewatch                           |
| 285107 - | 1995 HQ2                 | 25 aprile 1995    | Spacewatch                           |
| 285108 - | 1995 HB3                 | 26 aprile 1995    | Spacewatch                           |
| 285109 - | 1995 JS                  | 1º maggio 1995    | Spacewatch                           |
| 285110 - | 1995 MA1                 | 29 giugno 1995    | Spacewatch                           |
| 285111 - | 1995 MX3                 | 29 giugno 1995    | Spacewatch                           |
| 285112 - | 1995 MU6                 | 29 giugno 1995    | Spacewatch                           |
| 285113 - | 1995 OE13                | 22 luglio 1995    | Spacewatch                           |
| 285114 - | 1995 OY16                | 27 luglio 1995    | Spacewatch                           |
| 285115 - | 1995 QB4                 | 17 agosto 1995    | Spacewatch                           |
| 285116 - | 1995 SN1                 | 18 settembre 1995 | Galad, A.                            |
| 285117 - | 1995 ST8                 | 17 settembre 1995 | Spacewatch                           |
| 285118 - | 1995 SE14                | 18 settembre 1995 | Spacewatch                           |
| 285119 - | 1995 ST14                | 18 settembre 1995 | Spacewatch                           |
| 285120 - | 1995 SN21                | 19 settembre 1995 | Spacewatch                           |
| 285121 - | 1995 SO25                | 19 settembre 1995 | Spacewatch                           |
| 285122 - | 1995 SD36                | 23 settembre 1995 | Spacewatch                           |
| 285123 - | 1995 SG42                | 25 settembre 1995 | Spacewatch                           |
| 285124 - | 1995 SK44                | 25 settembre 1995 | Spacewatch                           |
| 285125 - | 1995 SQ45                | 26 settembre 1995 | Spacewatch                           |
| 285126 - | 1995 SZ48                | 21 settembre 1995 | Spacewatch                           |
| 285127 - | 1995 SR50                | 26 settembre 1995 | Spacewatch                           |
| 285128 - | 1995 SP51                | 26 settembre 1995 | Spacewatch                           |
| 285129 - | 1995 SD62                | 25 settembre 1995 | Spacewatch                           |
| 285130 - | 1995 SZ62                | 25 settembre 1995 | Spacewatch                           |
| 285131 - | 1995 SA63                | 25 settembre 1995 | Spacewatch                           |
| 285132 - | 1995 SY63                | 26 settembre 1995 | Spacewatch                           |
| 285133 - | 1995 SJ64                | 18 settembre 1995 | Spacewatch                           |
| 285134 - | 1995 SA72                | 19 settembre 1995 | Spacewatch                           |
| 285135 - | 1995 SB72                | 19 settembre 1995 | Spacewatch                           |
| 285136 - | 1995 SR76                | 20 settembre 1995 | Spacewatch                           |
| 285137 - | 1995 SN80                | 29 settembre 1995 | Spacewatch                           |
| 285138 - | 1995 SZ81                | 22 settembre 1995 | Spacewatch                           |
| 285139 - | 1995 SO87                | 26 settembre 1995 | Spacewatch                           |
| 285140 - | 1995 TM9                 | 1º ottobre 1995   | Spacewatch                           |
| 285141 - | 1995 TG12                | 15 ottobre 1995   | Spacewatch                           |
| 285142 - | 1995 UG1                 | 22 ottobre 1995   | Klet                                 |
| 285143 - | 1995 UZ4                 | 23 ottobre 1995   | Beijing Schmidt CCD Asteroid Program |
| 285144 - | 1995 UX12                | 17 ottobre 1995   | Spacewatch                           |
| 285145 - | 1995 UU15                | 17 ottobre 1995   | Spacewatch                           |
| 285146 - | 1995 UL17                | 17 ottobre 1995   | Spacewatch                           |
| 285147 - | 1995 UA18                | 18 ottobre 1995   | Spacewatch                           |
| 285148 - | 1995 UL20                | 19 ottobre 1995   | Spacewatch                           |
| 285149 - | 1995 UN50                | 17 ottobre 1995   | Spacewatch                           |
| 285150 - | 1995 UD62                | 25 ottobre 1995   | Spacewatch                           |
| 285151 - | 1995 UB63                | 25 ottobre 1995   | Spacewatch                           |
| 285152 - | 1995 UR65                | 27 ottobre 1995   | Spacewatch                           |
| 285153 - | 1995 UA70                | 19 ottobre 1995   | Spacewatch                           |
| 285154 - | 1995 UM77                | 22 ottobre 1995   | Spacewatch                           |
| 285155 - | 1995 VF4                 | 14 novembre 1995  | Spacewatch                           |
| 285156 - | 1995 VR8                 | 14 novembre 1995  | Spacewatch                           |
| 285157 - | 1995 VY12                | 15 novembre 1995  | Spacewatch                           |
| 285158 - | 1995 VA13                | 15 novembre 1995  | Spacewatch                           |
| 285159 - | 1995 VK18                | 15 novembre 1995  | Spacewatch                           |
| 285160 - | 1995 WP6                 | 21 novembre 1995  | Spacewatch                           |
| 285161 - | 1995 WA10                | 16 novembre 1995  | Spacewatch                           |
| 285162 - | 1995 WB14                | 16 novembre 1995  | Spacewatch                           |
| 285163 - | 1995 WK16                | 17 novembre 1995  | Spacewatch                           |
| 285164 - | 1995 WS36                | 21 novembre 1995  | Spacewatch                           |
| 285165 - | 1995 XC3                 | 14 dicembre 1995  | Spacewatch                           |
| 285166 - | 1995 YE11                | 18 dicembre 1995  | Spacewatch                           |
| 285167 - | 1995 YJ11                | 18 dicembre 1995  | Spacewatch                           |
| 285168 - | 1995 YK14                | 20 dicembre 1995  | Spacewatch                           |
| 285169 - | 1996 AN7                 | 12 gennaio 1996   | Spacewatch                           |
| 285170 - | 1996 BZ6                 | 19 gennaio 1996   | Spacewatch                           |
| 285171 - | 1996 ET5                 | 11 marzo 1996     | Spacewatch                           |
| 285172 - | 1996 ER6                 | 11 marzo 1996     | Spacewatch                           |
| 285173 - | 1996 ES8                 | 12 marzo 1996     | Spacewatch                           |
| 285174 - | 1996 FY5                 | 17 marzo 1996     | Spacewatch                           |
| 285175 - | 1996 GJ3                 | 9 aprile 1996     | Spacewatch                           |
| 285176 - | 1996 GQ6                 | 12 aprile 1996    | Spacewatch                           |
| 285177 - | 1996 GU10                | 13 aprile 1996    | Spacewatch                           |
| 285178 - | 1996 OZ                  | 18 luglio 1996    | Weber, R.                            |
| 285179 - | 1996 TY11                | 15 ottobre 1996   | Spacewatch                           |
| 285180 - | 1996 TH16                | 4 ottobre 1996    | Spacewatch                           |
| 285181 - | 1996 TA17                | 4 ottobre 1996    | Spacewatch                           |
| 285182 - | 1996 TU18                | 4 ottobre 1996    | Spacewatch                           |
| 285183 - | 1996 TA29                | 7 ottobre 1996    | Spacewatch                           |
| 285184 - | 1996 TD36                | 11 ottobre 1996   | Spacewatch                           |
| 285185 - | 1996 TL37                | 12 ottobre 1996   | Spacewatch                           |
| 285186 - | 1996 TK39                | 8 ottobre 1996    | Elst, E. W.                          |
| 285187 - | 1996 TS46                | 10 ottobre 1996   | Spacewatch                           |
| 285188 - | 1996 VC10                | 3 novembre 1996   | Spacewatch                           |
| 285189 - | 1996 VU10                | 4 novembre 1996   | Spacewatch                           |
| 285190 - | 1996 VV10                | 4 novembre 1996   | Spacewatch                           |
| 285191 - | 1996 VK13                | 5 novembre 1996   | Spacewatch                           |
| 285192 - | 1996 VO13                | 5 novembre 1996   | Spacewatch                           |
| 285193 - | 1996 VW16                | 6 novembre 1996   | Spacewatch                           |
| 285194 - | 1996 VG18                | 6 novembre 1996   | Spacewatch                           |
| 285195 - | 1996 VB23                | 9 novembre 1996   | Spacewatch                           |
| 285196 - | 1996 VS28                | 13 novembre 1996  | Spacewatch                           |
| 285197 - | 1996 VU34                | 8 novembre 1996   | Spacewatch                           |
| 285198 - | 1996 VA42                | 8 novembre 1996   | Spacewatch                           |
| 285199 - | 1996 XP4                 | 6 dicembre 1996   | Spacewatch                           |
| 285200 - | 1996 XE7                 | 1º dicembre 1996  | Spacewatch                           |

## 285201-285300
| Nome     | Designazione provvisoria | Data di scoperta  | Scopritore                           |
| -------- | ------------------------ | ----------------- | ------------------------------------ |
| 285201 - | 1996 XM7                 | 1º dicembre 1996  | Spacewatch                           |
| 285202 - | 1996 XY9                 | 1º dicembre 1996  | Spacewatch                           |
| 285203 - | 1996 XD16                | 4 dicembre 1996   | Spacewatch                           |
| 285204 - | 1996 XF16                | 4 dicembre 1996   | Spacewatch                           |
| 285205 - | 1996 XD18                | 7 dicembre 1996   | Spacewatch                           |
| 285206 - | 1996 XY20                | 5 dicembre 1996   | Spacewatch                           |
| 285207 - | 1996 XT23                | 1º dicembre 1996  | Spacewatch                           |
| 285208 - | 1996 XB24                | 5 dicembre 1996   | Spacewatch                           |
| 285209 - | 1996 XP34                | 9 dicembre 1996   | Spacewatch                           |
| 285210 - | 1997 BK6                 | 31 gennaio 1997   | Spacewatch                           |
| 285211 - | 1997 BS8                 | 31 gennaio 1997   | Spacewatch                           |
| 285212 - | 1997 CU12                | 3 febbraio 1997   | Spacewatch                           |
| 285213 - | 1997 EM3                 | 2 marzo 1997      | Spacewatch                           |
| 285214 - | 1997 EV3                 | 2 marzo 1997      | Spacewatch                           |
| 285215 - | 1997 EG6                 | 6 marzo 1997      | Comba, P. G.                         |
| 285216 - | 1997 EF9                 | 2 marzo 1997      | Spacewatch                           |
| 285217 - | 1997 EK28                | 7 marzo 1997      | Spacewatch                           |
| 285218 - | 1997 GE3                 | 7 aprile 1997     | Spacewatch                           |
| 285219 - | 1997 GK27                | 9 aprile 1997     | Spacewatch                           |
| 285220 - | 1997 JQ3                 | 5 maggio 1997     | Veillet, C.                          |
| 285221 - | 1997 KA2                 | 28 maggio 1997    | Spacewatch                           |
| 285222 - | 1997 KD2                 | 28 maggio 1997    | Spacewatch                           |
| 285223 - | 1997 MV7                 | 29 giugno 1997    | Spacewatch                           |
| 285224 - | 1997 NC2                 | 3 luglio 1997     | Spacewatch                           |
| 285225 - | 1997 NG4                 | 6 luglio 1997     | Spacewatch                           |
| 285226 - | 1997 QU2                 | 31 agosto 1997    | Moravec, Z.                          |
| 285227 - | 1997 SR4                 | 27 settembre 1997 | Spacewatch                           |
| 285228 - | 1997 SC12                | 27 settembre 1997 | Spacewatch                           |
| 285229 - | 1997 SP12                | 28 settembre 1997 | Spacewatch                           |
| 285230 - | 1997 ST14                | 28 settembre 1997 | Spacewatch                           |
| 285231 - | 1997 SJ19                | 28 settembre 1997 | Spacewatch                           |
| 285232 - | 1997 SS21                | 29 settembre 1997 | Spacewatch                           |
| 285233 - | 1997 SN22                | 29 settembre 1997 | Spacewatch                           |
| 285234 - | 1997 SA27                | 29 settembre 1997 | Spacewatch                           |
| 285235 - | 1997 TB7                 | 2 ottobre 1997    | ODAS                                 |
| 285236 - | 1997 TF12                | 2 ottobre 1997    | Spacewatch                           |
| 285237 - | 1997 TT19                | 2 ottobre 1997    | Spacewatch                           |
| 285238 - | 1997 WX10                | 22 novembre 1997  | Spacewatch                           |
| 285239 - | 1997 WC14                | 22 novembre 1997  | Spacewatch                           |
| 285240 - | 1997 WW15                | 23 novembre 1997  | Spacewatch                           |
| 285241 - | 1997 WV24                | 28 novembre 1997  | Spacewatch                           |
| 285242 - | 1997 WU26                | 28 novembre 1997  | Spacewatch                           |
| 285243 - | 1997 YS15                | 29 dicembre 1997  | Spacewatch                           |
| 285244 - | 1998 BO3                 | 18 gennaio 1998   | Spacewatch                           |
| 285245 - | 1998 BH21                | 22 gennaio 1998   | Spacewatch                           |
| 285246 - | 1998 BM24                | 26 gennaio 1998   | Spacewatch                           |
| 285247 - | 1998 BG46                | 26 gennaio 1998   | Spacewatch                           |
| 285248 - | 1998 DZ6                 | 17 febbraio 1998  | Spacewatch                           |
| 285249 - | 1998 DP7                 | 22 febbraio 1998  | Spacewatch                           |
| 285250 - | 1998 DH8                 | 21 febbraio 1998  | Beijing Schmidt CCD Asteroid Program |
| 285251 - | 1998 DD27                | 24 febbraio 1998  | Spacewatch                           |
| 285252 - | 1998 FK14                | 25 marzo 1998     | LINEAR                               |
| 285253 - | 1998 HF                  | 17 aprile 1998    | Spacewatch                           |
| 285254 - | 1998 HK2                 | 19 aprile 1998    | Spacewatch                           |
| 285255 - | 1998 HQ2                 | 20 aprile 1998    | Spacewatch                           |
| 285256 - | 1998 HY9                 | 19 aprile 1998    | Spacewatch                           |
| 285257 - | 1998 HD15                | 18 aprile 1998    | Spacewatch                           |
| 285258 - | 1998 HZ97                | 21 aprile 1998    | LINEAR                               |
| 285259 - | 1998 HL110               | 23 aprile 1998    | LINEAR                               |
| 285260 - | 1998 KY42                | 28 maggio 1998    | Spacewatch                           |
| 285261 - | 1998 MR4                 | 18 giugno 1998    | Spacewatch                           |
| 285262 - | 1998 MQ36                | 27 giugno 1998    | Spacewatch                           |
| 285263 - | 1998 QE2                 | 19 agosto 1998    | LINEAR                               |
| 285264 - | 1998 QF5                 | 22 agosto 1998    | Beijing Schmidt CCD Asteroid Program |
| 285265 - | 1998 QS15                | 24 agosto 1998    | LINEAR                               |
| 285266 - | 1998 QA16                | 23 agosto 1998    | LONEOS                               |
| 285267 - | 1998 QD27                | 24 agosto 1998    | LINEAR                               |
| 285268 - | 1998 QY57                | 30 agosto 1998    | Spacewatch                           |
| 285269 - | 1998 QK84                | 24 agosto 1998    | LINEAR                               |
| 285270 - | 1998 QO97                | 24 agosto 1998    | LINEAR                               |
| 285271 - | 1998 RW6                 | 12 settembre 1998 | Spacewatch                           |
| 285272 - | 1998 RM11                | 13 settembre 1998 | Spacewatch                           |
| 285273 - | 1998 RE13                | 14 settembre 1998 | Spacewatch                           |
| 285274 - | 1998 RD21                | 14 settembre 1998 | Spacewatch                           |
| 285275 - | 1998 RZ24                | 14 settembre 1998 | LINEAR                               |
| 285276 - | 1998 RH54                | 14 settembre 1998 | LINEAR                               |
| 285277 - | 1998 RL63                | 14 settembre 1998 | LINEAR                               |
| 285278 - | 1998 SN5                 | 19 settembre 1998 | Spacewatch                           |
| 285279 - | 1998 SD14                | 17 settembre 1998 | LONEOS                               |
| 285280 - | 1998 SF28                | 24 settembre 1998 | Zoltowski, F. B.                     |
| 285281 - | 1998 SD33                | 18 settembre 1998 | LINEAR                               |
| 285282 - | 1998 SG33                | 19 settembre 1998 | LINEAR                               |
| 285283 - | 1998 SM36                | 18 settembre 1998 | Spacewatch                           |
| 285284 - | 1998 SV47                | 26 settembre 1998 | Spacewatch                           |
| 285285 - | 1998 SP63                | 29 settembre 1998 | Beijing Schmidt CCD Asteroid Program |
| 285286 - | 1998 SP76                | 19 settembre 1998 | LINEAR                               |
| 285287 - | 1998 ST78                | 26 settembre 1998 | LINEAR                               |
| 285288 - | 1998 SO96                | 26 settembre 1998 | LINEAR                               |
| 285289 - | 1998 SD113               | 26 settembre 1998 | LINEAR                               |
| 285290 - | 1998 SS140               | 23 settembre 1998 | LINEAR                               |
| 285291 - | 1998 SJ152               | 26 settembre 1998 | LINEAR                               |
| 285292 - | 1998 SL157               | 26 settembre 1998 | LINEAR                               |
| 285293 - | 1998 SX173               | 19 settembre 1998 | Sloan Digital Sky Survey             |
| 285294 - | 1998 SP176               | 19 settembre 1998 | Sloan Digital Sky Survey             |
| 285295 - | 1998 TY4                 | 13 ottobre 1998   | Spacewatch                           |
| 285296 - | 1998 TZ4                 | 13 ottobre 1998   | Spacewatch                           |
| 285297 - | 1998 TQ7                 | 13 ottobre 1998   | Spacewatch                           |
| 285298 - | 1998 TR12                | 13 ottobre 1998   | Spacewatch                           |
| 285299 - | 1998 TJ16                | 14 ottobre 1998   | Korlevic, K.                         |
| 285300 - | 1998 TT16                | 14 ottobre 1998   | ODAS                                 |

## 285301-285400
| Nome     | Designazione provvisoria | Data di scoperta  | Scopritore               |
| -------- | ------------------------ | ----------------- | ------------------------ |
| 285301 - | 1998 TU19                | 12 ottobre 1998   | Spacewatch               |
| 285302 - | 1998 UD12                | 17 ottobre 1998   | Spacewatch               |
| 285303 - | 1998 UD46                | 24 ottobre 1998   | Spacewatch               |
| 285304 - | 1998 VR3                 | 10 novembre 1998  | ODAS                     |
| 285305 - | 1998 VN46                | 14 novembre 1998  | Spacewatch               |
| 285306 - | 1998 VQ46                | 14 novembre 1998  | Spacewatch               |
| 285307 - | 1998 WX36                | 21 novembre 1998  | Spacewatch               |
| 285308 - | 1998 WV38                | 21 novembre 1998  | Spacewatch               |
| 285309 - | 1998 WZ38                | 21 novembre 1998  | Spacewatch               |
| 285310 - | 1998 XH4                 | 8 dicembre 1998   | Spacewatch               |
| 285311 - | 1998 XV6                 | 8 dicembre 1998   | Spacewatch               |
| 285312 - | 1998 XQ15                | 15 dicembre 1998  | ODAS                     |
| 285313 - | 1998 XH18                | 8 dicembre 1998   | Spacewatch               |
| 285314 - | 1998 XT20                | 10 dicembre 1998  | Spacewatch               |
| 285315 - | 1998 YZ12                | 16 dicembre 1998  | Spacewatch               |
| 285316 - | 1998 YE17                | 22 dicembre 1998  | Spacewatch               |
| 285317 - | 1998 YR21                | 26 dicembre 1998  | Spacewatch               |
| 285318 - | 1999 BG30                | 19 gennaio 1999   | Spacewatch               |
| 285319 - | 1999 BD31                | 19 gennaio 1999   | Spacewatch               |
| 285320 - | 1999 CS10                | 12 febbraio 1999  | LINEAR                   |
| 285321 - | 1999 CT57                | 10 febbraio 1999  | LINEAR                   |
| 285322 - | 1999 CW134               | 7 febbraio 1999   | Spacewatch               |
| 285323 - | 1999 CY140               | 9 febbraio 1999   | Spacewatch               |
| 285324 - | 1999 CM147               | 9 febbraio 1999   | Spacewatch               |
| 285325 - | 1999 EH8                 | 13 marzo 1999     | Spacewatch               |
| 285326 - | 1999 EU10                | 14 marzo 1999     | Spacewatch               |
| 285327 - | 1999 EL13                | 10 marzo 1999     | Spacewatch               |
| 285328 - | 1999 FC3                 | 17 marzo 1999     | Spacewatch               |
| 285329 - | 1999 FG17                | 23 marzo 1999     | Spacewatch               |
| 285330 - | 1999 FH17                | 23 marzo 1999     | Spacewatch               |
| 285331 - | 1999 FN53                | 31 marzo 1999     | LONEOS                   |
| 285332 - | 1999 FW74                | 20 marzo 1999     | Sloan Digital Sky Survey |
| 285333 - | 1999 FZ74                | 20 marzo 1999     | Sloan Digital Sky Survey |
| 285334 - | 1999 FO75                | 20 marzo 1999     | Sloan Digital Sky Survey |
| 285335 - | 1999 FV87                | 21 marzo 1999     | Sloan Digital Sky Survey |
| 285336 - | 1999 FO95                | 21 marzo 1999     | Sloan Digital Sky Survey |
| 285337 - | 1999 GZ56                | 9 aprile 1999     | Spacewatch               |
| 285338 - | 1999 JK5                 | 10 maggio 1999    | LINEAR                   |
| 285339 - | 1999 JR6                 | 10 maggio 1999    | LINEAR                   |
| 285340 - | 1999 LO6                 | 6 giugno 1999     | Spacewatch               |
| 285341 - | 1999 LB19                | 9 giugno 1999     | LINEAR                   |
| 285342 - | 1999 RJ5                 | 3 settembre 1999  | Spacewatch               |
| 285343 - | 1999 RR5                 | 3 settembre 1999  | Spacewatch               |
| 285344 - | 1999 RE15                | 7 settembre 1999  | LINEAR                   |
| 285345 - | 1999 RM29                | 8 settembre 1999  | LINEAR                   |
| 285346 - | 1999 RA65                | 7 settembre 1999  | LINEAR                   |
| 285347 - | 1999 RB70                | 7 settembre 1999  | LINEAR                   |
| 285348 - | 1999 RL79                | 7 settembre 1999  | LINEAR                   |
| 285349 - | 1999 RS99                | 8 settembre 1999  | LINEAR                   |
| 285350 - | 1999 RP126               | 9 settembre 1999  | LINEAR                   |
| 285351 - | 1999 RJ133               | 13 settembre 1999 | Spacewatch               |
| 285352 - | 1999 RP149               | 9 settembre 1999  | LINEAR                   |
| 285353 - | 1999 RB176               | 9 settembre 1999  | LINEAR                   |
| 285354 - | 1999 RU187               | 9 settembre 1999  | LINEAR                   |
| 285355 - | 1999 RF212               | 8 settembre 1999  | LINEAR                   |
| 285356 - | 1999 RS233               | 8 settembre 1999  | CSS                      |
| 285357 - | 1999 RX239               | 9 settembre 1999  | LINEAR                   |
| 285358 - | 1999 RK255               | 7 settembre 1999  | CSS                      |
| 285359 - | 1999 TL24                | 4 ottobre 1999    | Spacewatch               |
| 285360 - | 1999 TX33                | 4 ottobre 1999    | LINEAR                   |
| 285361 - | 1999 TC44                | 3 ottobre 1999    | Spacewatch               |
| 285362 - | 1999 TR53                | 6 ottobre 1999    | Spacewatch               |
| 285363 - | 1999 TU55                | 6 ottobre 1999    | Spacewatch               |
| 285364 - | 1999 TX61                | 7 ottobre 1999    | Spacewatch               |
| 285365 - | 1999 TR64                | 8 ottobre 1999    | Spacewatch               |
| 285366 - | 1999 TQ66                | 8 ottobre 1999    | Spacewatch               |
| 285367 - | 1999 TY67                | 8 ottobre 1999    | Spacewatch               |
| 285368 - | 1999 TW70                | 9 ottobre 1999    | Spacewatch               |
| 285369 - | 1999 TE76                | 10 ottobre 1999   | Spacewatch               |
| 285370 - | 1999 TO78                | 11 ottobre 1999   | Spacewatch               |
| 285371 - | 1999 TH86                | 14 ottobre 1999   | Spacewatch               |
| 285372 - | 1999 TH91                | 2 ottobre 1999    | LINEAR                   |
| 285373 - | 1999 TE92                | 2 ottobre 1999    | LINEAR                   |
| 285374 - | 1999 TY94                | 2 ottobre 1999    | LINEAR                   |
| 285375 - | 1999 TM122               | 4 ottobre 1999    | LINEAR                   |
| 285376 - | 1999 TB125               | 4 ottobre 1999    | LINEAR                   |
| 285377 - | 1999 TP130               | 6 ottobre 1999    | LINEAR                   |
| 285378 - | 1999 TK134               | 6 ottobre 1999    | LINEAR                   |
| 285379 - | 1999 TR136               | 6 ottobre 1999    | LINEAR                   |
| 285380 - | 1999 TQ139               | 6 ottobre 1999    | LINEAR                   |
| 285381 - | 1999 TK143               | 7 ottobre 1999    | LINEAR                   |
| 285382 - | 1999 TA149               | 7 ottobre 1999    | LINEAR                   |
| 285383 - | 1999 TX157               | 9 ottobre 1999    | LINEAR                   |
| 285384 - | 1999 TG161               | 9 ottobre 1999    | LINEAR                   |
| 285385 - | 1999 TS176               | 10 ottobre 1999   | LINEAR                   |
| 285386 - | 1999 TT177               | 10 ottobre 1999   | LINEAR                   |
| 285387 - | 1999 TX183               | 12 ottobre 1999   | LINEAR                   |
| 285388 - | 1999 TN185               | 12 ottobre 1999   | LINEAR                   |
| 285389 - | 1999 TS196               | 12 ottobre 1999   | LINEAR                   |
| 285390 - | 1999 TG211               | 15 ottobre 1999   | LINEAR                   |
| 285391 - | 1999 TM212               | 15 ottobre 1999   | LINEAR                   |
| 285392 - | 1999 TH219               | 1º ottobre 1999   | CSS                      |
| 285393 - | 1999 TJ220               | 12 ottobre 1999   | LINEAR                   |
| 285394 - | 1999 TK225               | 2 ottobre 1999    | Spacewatch               |
| 285395 - | 1999 TE254               | 11 ottobre 1999   | Spacewatch               |
| 285396 - | 1999 TW263               | 15 ottobre 1999   | Spacewatch               |
| 285397 - | 1999 TR266               | 3 ottobre 1999    | LINEAR                   |
| 285398 - | 1999 TN278               | 6 ottobre 1999    | LINEAR                   |
| 285399 - | 1999 TY289               | 10 ottobre 1999   | LINEAR                   |
| 285400 - | 1999 TY293               | 1º ottobre 1999   | Spacewatch               |

## 285401-285500
| Nome     | Designazione provvisoria | Data di scoperta | Scopritore   |
| -------- | ------------------------ | ---------------- | ------------ |
| 285401 - | 1999 TN294               | 1º ottobre 1999  | Spacewatch   |
| 285402 - | 1999 TO309               | 6 ottobre 1999   | LINEAR       |
| 285403 - | 1999 TT319               | 9 ottobre 1999   | Spacewatch   |
| 285404 - | 1999 TU321               | 12 ottobre 1999  | Spacewatch   |
| 285405 - | 1999 UZ3                 | 26 ottobre 1999  | Sposetti, S. |
| 285406 - | 1999 UV20                | 31 ottobre 1999  | Spacewatch   |
| 285407 - | 1999 US28                | 31 ottobre 1999  | Spacewatch   |
| 285408 - | 1999 UT28                | 31 ottobre 1999  | Spacewatch   |
| 285409 - | 1999 UF32                | 31 ottobre 1999  | Spacewatch   |
| 285410 - | 1999 US39                | 31 ottobre 1999  | Spacewatch   |
| 285411 - | 1999 VW2                 | 4 novembre 1999  | Bickel, W.   |
| 285412 - | 1999 VD3                 | 1º novembre 1999 | Spacewatch   |
| 285413 - | 1999 VC17                | 2 novembre 1999  | Spacewatch   |
| 285414 - | 1999 VK39                | 10 novembre 1999 | LINEAR       |
| 285415 - | 1999 VQ42                | 4 novembre 1999  | Spacewatch   |
| 285416 - | 1999 VX42                | 4 novembre 1999  | Spacewatch   |
| 285417 - | 1999 VH46                | 3 novembre 1999  | LINEAR       |
| 285418 - | 1999 VM46                | 3 novembre 1999  | LINEAR       |
| 285419 - | 1999 VE73                | 1º novembre 1999 | Spacewatch   |
| 285420 - | 1999 VR74                | 5 novembre 1999  | Spacewatch   |
| 285421 - | 1999 VT76                | 5 novembre 1999  | Spacewatch   |
| 285422 - | 1999 VJ96                | 9 novembre 1999  | LINEAR       |
| 285423 - | 1999 VM100               | 9 novembre 1999  | LINEAR       |
| 285424 - | 1999 VO101               | 9 novembre 1999  | LINEAR       |
| 285425 - | 1999 VY102               | 9 novembre 1999  | LINEAR       |
| 285426 - | 1999 VK103               | 9 novembre 1999  | LINEAR       |
| 285427 - | 1999 VL103               | 9 novembre 1999  | LINEAR       |
| 285428 - | 1999 VX112               | 9 novembre 1999  | LINEAR       |
| 285429 - | 1999 VM123               | 5 novembre 1999  | Spacewatch   |
| 285430 - | 1999 VU123               | 5 novembre 1999  | Spacewatch   |
| 285431 - | 1999 VS125               | 29 ottobre 1999  | Spacewatch   |
| 285432 - | 1999 VV126               | 9 novembre 1999  | Spacewatch   |
| 285433 - | 1999 VD127               | 9 novembre 1999  | Spacewatch   |
| 285434 - | 1999 VZ130               | 9 novembre 1999  | Spacewatch   |
| 285435 - | 1999 VL141               | 10 novembre 1999 | Spacewatch   |
| 285436 - | 1999 VR146               | 12 novembre 1999 | LINEAR       |
| 285437 - | 1999 VJ148               | 14 novembre 1999 | LINEAR       |
| 285438 - | 1999 VP151               | 14 novembre 1999 | LINEAR       |
| 285439 - | 1999 VC155               | 13 novembre 1999 | Spacewatch   |
| 285440 - | 1999 VE167               | 14 novembre 1999 | LINEAR       |
| 285441 - | 1999 VT183               | 12 novembre 1999 | LINEAR       |
| 285442 - | 1999 VJ185               | 15 novembre 1999 | LINEAR       |
| 285443 - | 1999 VM185               | 15 novembre 1999 | LINEAR       |
| 285444 - | 1999 VP202               | 5 novembre 1999  | Spacewatch   |
| 285445 - | 1999 VS204               | 10 novembre 1999 | Spacewatch   |
| 285446 - | 1999 VD212               | 12 novembre 1999 | LINEAR       |
| 285447 - | 1999 VE222               | 4 novembre 1999  | Spacewatch   |
| 285448 - | 1999 WK19                | 30 novembre 1999 | Spacewatch   |
| 285449 - | 1999 XO9                 | 2 dicembre 1999  | Spacewatch   |
| 285450 - | 1999 XJ62                | 7 dicembre 1999  | LINEAR       |
| 285451 - | 1999 XK111               | 8 dicembre 1999  | CSS          |
| 285452 - | 1999 XC137               | 5 dicembre 1999  | LONEOS       |
| 285453 - | 1999 XK138               | 3 dicembre 1999  | Spacewatch   |
| 285454 - | 1999 XD210               | 13 dicembre 1999 | LINEAR       |
| 285455 - | 1999 XK210               | 13 dicembre 1999 | LINEAR       |
| 285456 - | 1999 XL232               | 7 dicembre 1999  | Spacewatch   |
| 285457 - | 1999 XO235               | 2 dicembre 1999  | Spacewatch   |
| 285458 - | 1999 XQ246               | 5 dicembre 1999  | Spacewatch   |
| 285459 - | 1999 XB252               | 9 dicembre 1999  | Spacewatch   |
| 285460 - | 1999 XQ254               | 12 dicembre 1999 | Spacewatch   |
| 285461 - | 1999 XY259               | 7 dicembre 1999  | Spacewatch   |
| 285462 - | 1999 YX1                 | 16 dicembre 1999 | Spacewatch   |
| 285463 - | 1999 YQ7                 | 27 dicembre 1999 | Spacewatch   |
| 285464 - | 1999 YD10                | 27 dicembre 1999 | Spacewatch   |
| 285465 - | 1999 YF11                | 27 dicembre 1999 | Spacewatch   |
| 285466 - | 1999 YL23                | 16 dicembre 1999 | Spacewatch   |
| 285467 - | 1999 YX23                | 16 dicembre 1999 | Spacewatch   |
| 285468 - | 1999 YE24                | 16 dicembre 1999 | Spacewatch   |
| 285469 - | 2000 AV37                | 3 gennaio 2000   | LINEAR       |
| 285470 - | 2000 AH197               | 8 gennaio 2000   | LINEAR       |
| 285471 - | 2000 AT207               | 3 gennaio 2000   | Spacewatch   |
| 285472 - | 2000 AD208               | 4 gennaio 2000   | Spacewatch   |
| 285473 - | 2000 AR212               | 6 gennaio 2000   | Spacewatch   |
| 285474 - | 2000 AU218               | 8 gennaio 2000   | Spacewatch   |
| 285475 - | 2000 AE221               | 8 gennaio 2000   | Spacewatch   |
| 285476 - | 2000 AV248               | 2 gennaio 2000   | Spacewatch   |
| 285477 - | 2000 BH10                | 26 gennaio 2000  | Spacewatch   |
| 285478 - | 2000 BM13                | 29 gennaio 2000  | Spacewatch   |
| 285479 - | 2000 BH22                | 30 gennaio 2000  | Spacewatch   |
| 285480 - | 2000 BZ23                | 29 gennaio 2000  | LINEAR       |
| 285481 - | 2000 BT42                | 27 gennaio 2000  | Spacewatch   |
| 285482 - | 2000 BG49                | 27 gennaio 2000  | Spacewatch   |
| 285483 - | 2000 BW50                | 16 gennaio 2000  | Spacewatch   |
| 285484 - | 2000 CS12                | 2 febbraio 2000  | LINEAR       |
| 285485 - | 2000 CN64                | 3 febbraio 2000  | LINEAR       |
| 285486 - | 2000 CY71                | 7 febbraio 2000  | Spacewatch   |
| 285487 - | 2000 CH74                | 30 gennaio 2000  | Spacewatch   |
| 285488 - | 2000 CR74                | 8 febbraio 2000  | Spacewatch   |
| 285489 - | 2000 CL99                | 8 febbraio 2000  | Spacewatch   |
| 285490 - | 2000 CU100               | 10 febbraio 2000 | Spacewatch   |
| 285491 - | 2000 CK114               | 12 febbraio 2000 | Spacewatch   |
| 285492 - | 2000 CL134               | 4 febbraio 2000  | Spacewatch   |
| 285493 - | 2000 CD135               | 4 febbraio 2000  | Spacewatch   |
| 285494 - | 2000 CM139               | 3 febbraio 2000  | Spacewatch   |
| 285495 - | 2000 CX149               | 3 febbraio 2000  | Spacewatch   |
| 285496 - | 2000 DZ9                 | 26 febbraio 2000 | Spacewatch   |
| 285497 - | 2000 DN11                | 27 febbraio 2000 | Spacewatch   |
| 285498 - | 2000 DU20                | 29 febbraio 2000 | LINEAR       |
| 285499 - | 2000 DF38                | 29 febbraio 2000 | LINEAR       |
| 285500 - | 2000 DR39                | 29 febbraio 2000 | LINEAR       |

## 285501-285600
| Nome     | Designazione provvisoria | Data di scoperta | Scopritore               |
| -------- | ------------------------ | ---------------- | ------------------------ |
| 285501 - | 2000 DM40                | 29 febbraio 2000 | LINEAR                   |
| 285502 - | 2000 DU42                | 29 febbraio 2000 | LINEAR                   |
| 285503 - | 2000 DV46                | 29 febbraio 2000 | LINEAR                   |
| 285504 - | 2000 DH49                | 29 febbraio 2000 | LINEAR                   |
| 285505 - | 2000 DS57                | 29 febbraio 2000 | LINEAR                   |
| 285506 - | 2000 EZ15                | 3 marzo 2000     | Spacewatch               |
| 285507 - | 2000 EL23                | 4 marzo 2000     | Spacewatch               |
| 285508 - | 2000 EF33                | 5 marzo 2000     | LINEAR                   |
| 285509 - | 2000 EK36                | 5 marzo 2000     | LINEAR                   |
| 285510 - | 2000 EG51                | 3 marzo 2000     | Spacewatch               |
| 285511 - | 2000 EJ52                | 3 marzo 2000     | Spacewatch               |
| 285512 - | 2000 ER72                | 10 marzo 2000    | Spacewatch               |
| 285513 - | 2000 EZ99                | 12 marzo 2000    | Spacewatch               |
| 285514 - | 2000 EJ101               | 9 marzo 2000     | Spacewatch               |
| 285515 - | 2000 ET114               | 10 marzo 2000    | Spacewatch               |
| 285516 - | 2000 EU146               | 4 marzo 2000     | LINEAR                   |
| 285517 - | 2000 EO152               | 6 marzo 2000     | NEAT                     |
| 285518 - | 2000 EE186               | 2 marzo 2000     | Spacewatch               |
| 285519 - | 2000 EV196               | 3 marzo 2000     | LINEAR                   |
| 285520 - | 2000 FO4                 | 27 marzo 2000    | Spacewatch               |
| 285521 - | 2000 FT5                 | 25 marzo 2000    | Spacewatch               |
| 285522 - | 2000 FW5                 | 25 marzo 2000    | Spacewatch               |
| 285523 - | 2000 FX9                 | 30 marzo 2000    | Spacewatch               |
| 285524 - | 2000 FQ22                | 29 marzo 2000    | LINEAR                   |
| 285525 - | 2000 FQ24                | 29 marzo 2000    | LINEAR                   |
| 285526 - | 2000 FX50                | 29 marzo 2000    | Spacewatch               |
| 285527 - | 2000 FJ52                | 29 marzo 2000    | Spacewatch               |
| 285528 - | 2000 FY71                | 27 marzo 2000    | LONEOS                   |
| 285529 - | 2000 FO73                | 25 marzo 2000    | Spacewatch               |
| 285530 - | 2000 GT15                | 5 aprile 2000    | LINEAR                   |
| 285531 - | 2000 GS22                | 5 aprile 2000    | LINEAR                   |
| 285532 - | 2000 GK25                | 5 aprile 2000    | LINEAR                   |
| 285533 - | 2000 GR29                | 5 aprile 2000    | LINEAR                   |
| 285534 - | 2000 GK36                | 5 aprile 2000    | LINEAR                   |
| 285535 - | 2000 GU37                | 5 aprile 2000    | LINEAR                   |
| 285536 - | 2000 GP73                | 5 aprile 2000    | LINEAR                   |
| 285537 - | 2000 GW109               | 2 aprile 2000    | LONEOS                   |
| 285538 - | 2000 GK111               | 3 aprile 2000    | LONEOS                   |
| 285539 - | 2000 GY120               | 5 aprile 2000    | Spacewatch               |
| 285540 - | 2000 GU127               | 7 aprile 2000    | LONEOS                   |
| 285541 - | 2000 GM132               | 11 aprile 2000   | Spacewatch               |
| 285542 - | 2000 GM139               | 4 aprile 2000    | LONEOS                   |
| 285543 - | 2000 GH170               | 5 aprile 2000    | LONEOS                   |
| 285544 - | 2000 GG180               | 5 aprile 2000    | LINEAR                   |
| 285545 - | 2000 GX180               | 6 aprile 2000    | LINEAR                   |
| 285546 - | 2000 HJ20                | 29 aprile 2000   | Spacewatch               |
| 285547 - | 2000 HL32                | 29 aprile 2000   | LINEAR                   |
| 285548 - | 2000 HQ66                | 26 aprile 2000   | Spacewatch               |
| 285549 - | 2000 JA5                 | 3 maggio 2000    | Spacewatch               |
| 285550 - | 2000 JR7                 | 4 maggio 2000    | Spacewatch               |
| 285551 - | 2000 JJ68                | 7 maggio 2000    | Spacewatch               |
| 285552 - | 2000 JS90                | 4 maggio 2000    | Sloan Digital Sky Survey |
| 285553 - | 2000 KN1                 | 26 maggio 2000   | LINEAR                   |
| 285554 - | 2000 KN4                 | 27 maggio 2000   | LINEAR                   |
| 285555 - | 2000 KV39                | 24 maggio 2000   | Spacewatch               |
| 285556 - | 2000 KV40                | 30 maggio 2000   | Spacewatch               |
| 285557 - | 2000 KV44                | 28 maggio 2000   | Spacewatch               |
| 285558 - | 2000 KR45                | 30 maggio 2000   | Spacewatch               |
| 285559 - | 2000 KE51                | 30 maggio 2000   | Spacewatch               |
| 285560 - | 2000 KO57                | 24 maggio 2000   | Spacewatch               |
| 285561 - | 2000 KN63                | 26 maggio 2000   | LONEOS                   |
| 285562 - | 2000 KC65                | 27 maggio 2000   | LINEAR                   |
| 285563 - | 2000 KK66                | 27 maggio 2000   | LONEOS                   |
| 285564 - | 2000 KJ70                | 28 maggio 2000   | LINEAR                   |
| 285565 - | 2000 LX6                 | 1º giugno 2000   | Spacewatch               |
| 285566 - | 2000 NM10                | 5 luglio 2000    | Tucker, R. A.            |
| 285567 - | 2000 OM                  | 23 luglio 2000   | LINEAR                   |
| 285568 - | 2000 OX8                 | 31 luglio 2000   | LINEAR                   |
| 285569 - | 2000 OC9                 | 31 luglio 2000   | LINEAR                   |
| 285570 - | 2000 OK32                | 30 luglio 2000   | LINEAR                   |
| 285571 - | 2000 PQ9                 | 9 agosto 2000    | LINEAR                   |
| 285572 - | 2000 PU18                | 1º agosto 2000   | LINEAR                   |
| 285573 - | 2000 QC16                | 24 agosto 2000   | LINEAR                   |
| 285574 - | 2000 QG20                | 24 agosto 2000   | LINEAR                   |
| 285575 - | 2000 QU20                | 24 agosto 2000   | LINEAR                   |
| 285576 - | 2000 QQ37                | 24 agosto 2000   | LINEAR                   |
| 285577 - | 2000 QZ38                | 24 agosto 2000   | LINEAR                   |
| 285578 - | 2000 QA39                | 24 agosto 2000   | LINEAR                   |
| 285579 - | 2000 QN39                | 24 agosto 2000   | LINEAR                   |
| 285580 - | 2000 QV48                | 24 agosto 2000   | LINEAR                   |
| 285581 - | 2000 QW51                | 24 agosto 2000   | LINEAR                   |
| 285582 - | 2000 QY51                | 24 agosto 2000   | LINEAR                   |
| 285583 - | 2000 QV59                | 26 agosto 2000   | LINEAR                   |
| 285584 - | 2000 QN68                | 26 agosto 2000   | Comba, P. G.             |
| 285585 - | 2000 QU70                | 29 agosto 2000   | LINEAR                   |
| 285586 - | 2000 QB74                | 24 agosto 2000   | LINEAR                   |
| 285587 - | 2000 QC76                | 24 agosto 2000   | LINEAR                   |
| 285588 - | 2000 QW92                | 25 agosto 2000   | LINEAR                   |
| 285589 - | 2000 QB94                | 26 agosto 2000   | LINEAR                   |
| 285590 - | 2000 QX101               | 28 agosto 2000   | LINEAR                   |
| 285591 - | 2000 QU105               | 28 agosto 2000   | LINEAR                   |
| 285592 - | 2000 QY111               | 24 agosto 2000   | LINEAR                   |
| 285593 - | 2000 QU113               | 24 agosto 2000   | LINEAR                   |
| 285594 - | 2000 QC114               | 24 agosto 2000   | LINEAR                   |
| 285595 - | 2000 QW124               | 29 agosto 2000   | LINEAR                   |
| 285596 - | 2000 QM131               | 24 agosto 2000   | LINEAR                   |
| 285597 - | 2000 QL136               | 29 agosto 2000   | LINEAR                   |
| 285598 - | 2000 QH146               | 31 agosto 2000   | LINEAR                   |
| 285599 - | 2000 QQ156               | 31 agosto 2000   | LINEAR                   |
| 285600 - | 2000 QZ160               | 31 agosto 2000   | LINEAR                   |

## 285601-285700
| Nome     | Designazione provvisoria | Data di scoperta  | Scopritore                  |
| -------- | ------------------------ | ----------------- | --------------------------- |
| 285601 - | 2000 QT161               | 31 agosto 2000    | LINEAR                      |
| 285602 - | 2000 QG163               | 31 agosto 2000    | LINEAR                      |
| 285603 - | 2000 QF165               | 31 agosto 2000    | LINEAR                      |
| 285604 - | 2000 QC168               | 31 agosto 2000    | LINEAR                      |
| 285605 - | 2000 QO174               | 31 agosto 2000    | LINEAR                      |
| 285606 - | 2000 QD178               | 31 agosto 2000    | LINEAR                      |
| 285607 - | 2000 QZ187               | 26 agosto 2000    | LINEAR                      |
| 285608 - | 2000 QS204               | 31 agosto 2000    | LINEAR                      |
| 285609 - | 2000 QE208               | 31 agosto 2000    | LINEAR                      |
| 285610 - | 2000 QD213               | 31 agosto 2000    | LINEAR                      |
| 285611 - | 2000 QP216               | 31 agosto 2000    | LINEAR                      |
| 285612 - | 2000 QT216               | 31 agosto 2000    | LINEAR                      |
| 285613 - | 2000 QC230               | 31 agosto 2000    | LINEAR                      |
| 285614 - | 2000 QB231               | 31 agosto 2000    | Uppsala-DLR Asteroid Survey |
| 285615 - | 2000 QB233               | 25 agosto 2000    | Buie, M. W.                 |
| 285616 - | 2000 QD247               | 27 agosto 2000    | Buie, M. W.                 |
| 285617 - | 2000 RC8                 | 1º settembre 2000 | Osservatorio San Vittore    |
| 285618 - | 2000 RN8                 | 1º settembre 2000 | LINEAR                      |
| 285619 - | 2000 RA17                | 1º settembre 2000 | LINEAR                      |
| 285620 - | 2000 RJ17                | 1º settembre 2000 | LINEAR                      |
| 285621 - | 2000 RZ17                | 1º settembre 2000 | LINEAR                      |
| 285622 - | 2000 RK21                | 1º settembre 2000 | LINEAR                      |
| 285623 - | 2000 RD24                | 1º settembre 2000 | LINEAR                      |
| 285624 - | 2000 RT25                | 1º settembre 2000 | LINEAR                      |
| 285625 - | 2000 RD34                | 1º settembre 2000 | LINEAR                      |
| 285626 - | 2000 RX36                | 3 settembre 2000  | LINEAR                      |
| 285627 - | 2000 RX53                | 1º settembre 2000 | LINEAR                      |
| 285628 - | 2000 RA63                | 2 settembre 2000  | LINEAR                      |
| 285629 - | 2000 RS74                | 3 settembre 2000  | LINEAR                      |
| 285630 - | 2000 RP82                | 1º settembre 2000 | LINEAR                      |
| 285631 - | 2000 RB84                | 2 settembre 2000  | LONEOS                      |
| 285632 - | 2000 RJ85                | 2 settembre 2000  | LONEOS                      |
| 285633 - | 2000 RH88                | 3 settembre 2000  | LINEAR                      |
| 285634 - | 2000 RJ89                | 3 settembre 2000  | LINEAR                      |
| 285635 - | 2000 RS92                | 3 settembre 2000  | LINEAR                      |
| 285636 - | 2000 SA                  | 17 settembre 2000 | Robinson, L.                |
| 285637 - | 2000 SS4                 | 20 settembre 2000 | LINEAR                      |
| 285638 - | 2000 SO10                | 23 settembre 2000 | LINEAR                      |
| 285639 - | 2000 SW10                | 24 settembre 2000 | Comba, P. G.                |
| 285640 - | 2000 SA16                | 23 settembre 2000 | LINEAR                      |
| 285641 - | 2000 SN16                | 2 settembre 2000  | LONEOS                      |
| 285642 - | 2000 SS16                | 23 settembre 2000 | LINEAR                      |
| 285643 - | 2000 SC18                | 23 settembre 2000 | LINEAR                      |
| 285644 - | 2000 ST18                | 23 settembre 2000 | LINEAR                      |
| 285645 - | 2000 SQ19                | 23 settembre 2000 | LINEAR                      |
| 285646 - | 2000 SN24                | 26 settembre 2000 | LINEAR                      |
| 285647 - | 2000 SE26                | 23 settembre 2000 | LINEAR                      |
| 285648 - | 2000 SK27                | 23 settembre 2000 | LINEAR                      |
| 285649 - | 2000 SW33                | 24 settembre 2000 | LINEAR                      |
| 285650 - | 2000 SS34                | 24 settembre 2000 | LINEAR                      |
| 285651 - | 2000 SR35                | 24 settembre 2000 | LINEAR                      |
| 285652 - | 2000 SS36                | 24 settembre 2000 | LINEAR                      |
| 285653 - | 2000 SE41                | 24 settembre 2000 | LINEAR                      |
| 285654 - | 2000 SX43                | 22 settembre 2000 | LINEAR                      |
| 285655 - | 2000 SK44                | 26 settembre 2000 | LINEAR                      |
| 285656 - | 2000 SD48                | 23 settembre 2000 | LINEAR                      |
| 285657 - | 2000 SQ48                | 23 settembre 2000 | LINEAR                      |
| 285658 - | 2000 SY48                | 23 settembre 2000 | LINEAR                      |
| 285659 - | 2000 SL54                | 24 settembre 2000 | LINEAR                      |
| 285660 - | 2000 SZ61                | 24 settembre 2000 | LINEAR                      |
| 285661 - | 2000 SO65                | 24 settembre 2000 | LINEAR                      |
| 285662 - | 2000 SA69                | 24 settembre 2000 | LINEAR                      |
| 285663 - | 2000 SY77                | 24 settembre 2000 | LINEAR                      |
| 285664 - | 2000 SP80                | 24 settembre 2000 | LINEAR                      |
| 285665 - | 2000 SQ81                | 24 settembre 2000 | LINEAR                      |
| 285666 - | 2000 SM92                | 23 settembre 2000 | LINEAR                      |
| 285667 - | 2000 SJ97                | 23 settembre 2000 | LINEAR                      |
| 285668 - | 2000 SV102               | 24 settembre 2000 | LINEAR                      |
| 285669 - | 2000 SF106               | 24 settembre 2000 | LINEAR                      |
| 285670 - | 2000 SE114               | 24 settembre 2000 | LINEAR                      |
| 285671 - | 2000 SY118               | 24 settembre 2000 | LINEAR                      |
| 285672 - | 2000 SD126               | 24 settembre 2000 | LINEAR                      |
| 285673 - | 2000 SG132               | 22 settembre 2000 | LINEAR                      |
| 285674 - | 2000 ST133               | 23 settembre 2000 | LINEAR                      |
| 285675 - | 2000 SX134               | 23 settembre 2000 | LINEAR                      |
| 285676 - | 2000 SQ136               | 23 settembre 2000 | LINEAR                      |
| 285677 - | 2000 SS136               | 23 settembre 2000 | LINEAR                      |
| 285678 - | 2000 SQ141               | 23 settembre 2000 | LINEAR                      |
| 285679 - | 2000 SL142               | 23 settembre 2000 | LINEAR                      |
| 285680 - | 2000 SX143               | 24 settembre 2000 | LINEAR                      |
| 285681 - | 2000 SY143               | 24 settembre 2000 | LINEAR                      |
| 285682 - | 2000 SH145               | 24 settembre 2000 | LINEAR                      |
| 285683 - | 2000 SR151               | 24 settembre 2000 | LINEAR                      |
| 285684 - | 2000 SR152               | 24 settembre 2000 | LINEAR                      |
| 285685 - | 2000 SW156               | 25 settembre 2000 | LINEAR                      |
| 285686 - | 2000 SV162               | 30 settembre 2000 | Cecce, A. J.                |
| 285687 - | 2000 SM163               | 30 settembre 2000 | Kusnirak, P., Pravec, P.    |
| 285688 - | 2000 SS163               | 24 settembre 2000 | LINEAR                      |
| 285689 - | 2000 SM164               | 26 settembre 2000 | LINEAR                      |
| 285690 - | 2000 SW184               | 20 settembre 2000 | NEAT                        |
| 285691 - | 2000 SB186               | 21 settembre 2000 | Spacewatch                  |
| 285692 - | 2000 ST186               | 21 settembre 2000 | NEAT                        |
| 285693 - | 2000 SN192               | 24 settembre 2000 | LINEAR                      |
| 285694 - | 2000 SV193               | 24 settembre 2000 | LINEAR                      |
| 285695 - | 2000 SH194               | 24 settembre 2000 | LINEAR                      |
| 285696 - | 2000 SQ194               | 24 settembre 2000 | LINEAR                      |
| 285697 - | 2000 SZ194               | 24 settembre 2000 | LINEAR                      |
| 285698 - | 2000 SG200               | 24 settembre 2000 | LINEAR                      |
| 285699 - | 2000 SN201               | 24 settembre 2000 | LINEAR                      |
| 285700 - | 2000 SF202               | 24 settembre 2000 | LINEAR                      |

## 285701-285800
| Nome     | Designazione provvisoria | Data di scoperta  | Scopritore               |
| -------- | ------------------------ | ----------------- | ------------------------ |
| 285701 - | 2000 SH204               | 24 settembre 2000 | LINEAR                   |
| 285702 - | 2000 SS216               | 26 settembre 2000 | LINEAR                   |
| 285703 - | 2000 ST223               | 27 settembre 2000 | LINEAR                   |
| 285704 - | 2000 SK234               | 21 settembre 2000 | LINEAR                   |
| 285705 - | 2000 SV237               | 25 settembre 2000 | LINEAR                   |
| 285706 - | 2000 SJ238               | 26 settembre 2000 | LINEAR                   |
| 285707 - | 2000 SJ240               | 25 settembre 2000 | LINEAR                   |
| 285708 - | 2000 SH246               | 24 settembre 2000 | LINEAR                   |
| 285709 - | 2000 SR248               | 24 settembre 2000 | LINEAR                   |
| 285710 - | 2000 SB251               | 24 settembre 2000 | LINEAR                   |
| 285711 - | 2000 SR256               | 24 settembre 2000 | LINEAR                   |
| 285712 - | 2000 SX257               | 24 settembre 2000 | LINEAR                   |
| 285713 - | 2000 SM258               | 24 settembre 2000 | LINEAR                   |
| 285714 - | 2000 SN260               | 24 settembre 2000 | LINEAR                   |
| 285715 - | 2000 SN261               | 24 settembre 2000 | LINEAR                   |
| 285716 - | 2000 SW268               | 27 settembre 2000 | LINEAR                   |
| 285717 - | 2000 SJ284               | 23 settembre 2000 | LINEAR                   |
| 285718 - | 2000 SH289               | 27 settembre 2000 | LINEAR                   |
| 285719 - | 2000 SD290               | 27 settembre 2000 | LINEAR                   |
| 285720 - | 2000 SJ304               | 30 settembre 2000 | LINEAR                   |
| 285721 - | 2000 SA306               | 30 settembre 2000 | LINEAR                   |
| 285722 - | 2000 SJ308               | 30 settembre 2000 | LINEAR                   |
| 285723 - | 2000 SS309               | 24 settembre 2000 | LINEAR                   |
| 285724 - | 2000 SX314               | 28 settembre 2000 | LINEAR                   |
| 285725 - | 2000 SC317               | 30 settembre 2000 | LINEAR                   |
| 285726 - | 2000 SK317               | 30 settembre 2000 | LINEAR                   |
| 285727 - | 2000 SJ322               | 28 settembre 2000 | Spacewatch               |
| 285728 - | 2000 SO325               | 29 settembre 2000 | Spacewatch               |
| 285729 - | 2000 SR328               | 22 settembre 2000 | Thuillot, W.             |
| 285730 - | 2000 SJ335               | 26 settembre 2000 | NEAT                     |
| 285731 - | 2000 SV338               | 25 settembre 2000 | NEAT                     |
| 285732 - | 2000 SU345               | 19 settembre 2000 | Buie, M. W.              |
| 285733 - | 2000 SW361               | 23 settembre 2000 | LONEOS                   |
| 285734 - | 2000 SW365               | 22 settembre 2000 | LONEOS                   |
| 285735 - | 2000 SW375               | 26 settembre 2000 | Sloan Digital Sky Survey |
| 285736 - | 2000 TV2                 | 1º ottobre 2000   | LINEAR                   |
| 285737 - | 2000 TV7                 | 1º ottobre 2000   | LINEAR                   |
| 285738 - | 2000 TH8                 | 1º ottobre 2000   | LINEAR                   |
| 285739 - | 2000 TP14                | 1º ottobre 2000   | LINEAR                   |
| 285740 - | 2000 TQ15                | 1º ottobre 2000   | LINEAR                   |
| 285741 - | 2000 TH23                | 1º ottobre 2000   | LINEAR                   |
| 285742 - | 2000 TL23                | 1º ottobre 2000   | LINEAR                   |
| 285743 - | 2000 TO23                | 1º ottobre 2000   | LINEAR                   |
| 285744 - | 2000 TG31                | 4 ottobre 2000    | Spacewatch               |
| 285745 - | 2000 TP31                | 5 ottobre 2000    | Spacewatch               |
| 285746 - | 2000 TH38                | 1º ottobre 2000   | LINEAR                   |
| 285747 - | 2000 TY38                | 1º ottobre 2000   | LINEAR                   |
| 285748 - | 2000 TN41                | 1º ottobre 2000   | LONEOS                   |
| 285749 - | 2000 TZ42                | 1º ottobre 2000   | LINEAR                   |
| 285750 - | 2000 TG43                | 1º ottobre 2000   | LINEAR                   |
| 285751 - | 2000 TG56                | 1º ottobre 2000   | Spacewatch               |
| 285752 - | 2000 TR57                | 2 ottobre 2000    | LINEAR                   |
| 285753 - | 2000 UE1                 | 22 ottobre 2000   | Sarounova, L.            |
| 285754 - | 2000 UO3                 | 24 ottobre 2000   | LINEAR                   |
| 285755 - | 2000 UH4                 | 24 ottobre 2000   | LINEAR                   |
| 285756 - | 2000 UF14                | 25 ottobre 2000   | LINEAR                   |
| 285757 - | 2000 UW17                | 24 ottobre 2000   | LINEAR                   |
| 285758 - | 2000 UM18                | 25 ottobre 2000   | LINEAR                   |
| 285759 - | 2000 UB22                | 24 ottobre 2000   | LINEAR                   |
| 285760 - | 2000 UE24                | 24 ottobre 2000   | LINEAR                   |
| 285761 - | 2000 UE25                | 24 ottobre 2000   | LINEAR                   |
| 285762 - | 2000 UE28                | 25 ottobre 2000   | LINEAR                   |
| 285763 - | 2000 UH31                | 29 ottobre 2000   | Spacewatch               |
| 285764 - | 2000 UJ32                | 29 ottobre 2000   | Spacewatch               |
| 285765 - | 2000 UA42                | 24 ottobre 2000   | LINEAR                   |
| 285766 - | 2000 UG50                | 24 ottobre 2000   | LINEAR                   |
| 285767 - | 2000 UW50                | 24 ottobre 2000   | LINEAR                   |
| 285768 - | 2000 UP61                | 25 ottobre 2000   | LINEAR                   |
| 285769 - | 2000 UO64                | 25 ottobre 2000   | LINEAR                   |
| 285770 - | 2000 UA68                | 25 ottobre 2000   | LINEAR                   |
| 285771 - | 2000 UH74                | 29 ottobre 2000   | LINEAR                   |
| 285772 - | 2000 UE82                | 25 ottobre 2000   | LINEAR                   |
| 285773 - | 2000 UW82                | 30 ottobre 2000   | LINEAR                   |
| 285774 - | 2000 UF84                | 31 ottobre 2000   | LINEAR                   |
| 285775 - | 2000 UC88                | 31 ottobre 2000   | LINEAR                   |
| 285776 - | 2000 UV92                | 25 ottobre 2000   | LINEAR                   |
| 285777 - | 2000 UW101               | 25 ottobre 2000   | LINEAR                   |
| 285778 - | 2000 UN105               | 29 ottobre 2000   | LINEAR                   |
| 285779 - | 2000 VH54                | 3 novembre 2000   | LINEAR                   |
| 285780 - | 2000 VB61                | 2 novembre 2000   | LINEAR                   |
| 285781 - | 2000 WW9                 | 22 novembre 2000  | Hug, G.                  |
| 285782 - | 2000 WQ11                | 20 novembre 2000  | Spacewatch               |
| 285783 - | 2000 WT21                | 22 novembre 2000  | NEAT                     |
| 285784 - | 2000 WW29                | 25 novembre 2000  | Medkeff, J.              |
| 285785 - | 2000 WP43                | 21 novembre 2000  | LINEAR                   |
| 285786 - | 2000 WR64                | 27 novembre 2000  | Spacewatch               |
| 285787 - | 2000 WF70                | 19 novembre 2000  | LINEAR                   |
| 285788 - | 2000 WE73                | 20 novembre 2000  | LINEAR                   |
| 285789 - | 2000 WR95                | 21 novembre 2000  | LINEAR                   |
| 285790 - | 2000 WS101               | 25 novembre 2000  | LINEAR                   |
| 285791 - | 2000 WN141               | 19 novembre 2000  | LINEAR                   |
| 285792 - | 2000 WB150               | 29 novembre 2000  | Spacewatch               |
| 285793 - | 2000 WC150               | 29 novembre 2000  | Spacewatch               |
| 285794 - | 2000 WH155               | 30 novembre 2000  | LINEAR                   |
| 285795 - | 2000 WK162               | 20 novembre 2000  | LINEAR                   |
| 285796 - | 2000 WG181               | 29 novembre 2000  | NEAT                     |
| 285797 - | 2000 WN193               | 24 novembre 2000  | Deep Lens Survey         |
| 285798 - | 2000 WT197               | 19 novembre 2000  | LINEAR                   |
| 285799 - | 2000 XW12                | 4 dicembre 2000   | LINEAR                   |
| 285800 - | 2000 XG19                | 4 dicembre 2000   | LINEAR                   |

## 285801-285900
| Nome     | Designazione provvisoria | Data di scoperta | Scopritore               |
| -------- | ------------------------ | ---------------- | ------------------------ |
| 285801 - | 2000 YE4                 | 19 dicembre 2000 | Jeon, Y.-B., Lee, B.-C.  |
| 285802 - | 2000 YJ12                | 22 dicembre 2000 | Kusnirak, P., Pravec, P. |
| 285803 - | 2000 YY22                | 28 dicembre 2000 | Spacewatch               |
| 285804 - | 2000 YE27                | 28 dicembre 2000 | Spacewatch               |
| 285805 - | 2000 YV27                | 30 dicembre 2000 | Spacewatch               |
| 285806 - | 2000 YV41                | 30 dicembre 2000 | LINEAR                   |
| 285807 - | 2000 YG60                | 30 dicembre 2000 | LINEAR                   |
| 285808 - | 2000 YO62                | 30 dicembre 2000 | LINEAR                   |
| 285809 - | 2000 YA74                | 30 dicembre 2000 | LINEAR                   |
| 285810 - | 2000 YR82                | 30 dicembre 2000 | LINEAR                   |
| 285811 - | 2000 YE98                | 30 dicembre 2000 | LINEAR                   |
| 285812 - | 2000 YM102               | 28 dicembre 2000 | LINEAR                   |
| 285813 - | 2000 YQ129               | 30 dicembre 2000 | Spacewatch               |
| 285814 - | 2000 YT135               | 20 dicembre 2000 | Spacewatch               |
| 285815 - | 2001 AJ12                | 2 gennaio 2001   | LINEAR                   |
| 285816 - | 2001 BV9                 | 16 gennaio 2001  | Spacewatch               |
| 285817 - | 2001 BR18                | 19 gennaio 2001  | LINEAR                   |
| 285818 - | 2001 BZ39                | 19 gennaio 2001  | NEAT                     |
| 285819 - | 2001 BB41                | 24 gennaio 2001  | LINEAR                   |
| 285820 - | 2001 BY56                | 19 gennaio 2001  | Spacewatch               |
| 285821 - | 2001 CB41                | 15 febbraio 2001 | LINEAR                   |
| 285822 - | 2001 CS47                | 12 febbraio 2001 | LONEOS                   |
| 285823 - | 2001 DP14                | 16 febbraio 2001 | Tenagra II               |
| 285824 - | 2001 DU25                | 17 febbraio 2001 | LINEAR                   |
| 285825 - | 2001 DA39                | 19 febbraio 2001 | LINEAR                   |
| 285826 - | 2001 DY41                | 19 febbraio 2001 | LINEAR                   |
| 285827 - | 2001 DK42                | 19 febbraio 2001 | LINEAR                   |
| 285828 - | 2001 DO42                | 19 febbraio 2001 | LINEAR                   |
| 285829 - | 2001 DL55                | 16 febbraio 2001 | Spacewatch               |
| 285830 - | 2001 DS62                | 19 febbraio 2001 | LINEAR                   |
| 285831 - | 2001 DF63                | 19 febbraio 2001 | LINEAR                   |
| 285832 - | 2001 DS77                | 21 febbraio 2001 | Spacewatch               |
| 285833 - | 2001 DX77                | 22 febbraio 2001 | Spacewatch               |
| 285834 - | 2001 DH83                | 22 febbraio 2001 | Spacewatch               |
| 285835 - | 2001 DW83                | 23 febbraio 2001 | Deep Lens Survey         |
| 285836 - | 2001 ET18                | 14 marzo 2001    | LONEOS                   |
| 285837 - | 2001 EZ22                | 15 marzo 2001    | Spacewatch               |
| 285838 - | 2001 FA1                 | 17 marzo 2001    | LINEAR                   |
| 285839 - | 2001 FL35                | 18 marzo 2001    | LINEAR                   |
| 285840 - | 2001 FP49                | 18 marzo 2001    | LINEAR                   |
| 285841 - | 2001 FD61                | 19 marzo 2001    | LINEAR                   |
| 285842 - | 2001 FK85                | 26 marzo 2001    | Spacewatch               |
| 285843 - | 2001 FM87                | 21 marzo 2001    | LONEOS                   |
| 285844 - | 2001 FL89                | 27 marzo 2001    | Spacewatch               |
| 285845 - | 2001 FP107               | 18 marzo 2001    | LONEOS                   |
| 285846 - | 2001 FO108               | 18 marzo 2001    | LINEAR                   |
| 285847 - | 2001 FJ110               | 18 marzo 2001    | LINEAR                   |
| 285848 - | 2001 FS111               | 18 marzo 2001    | LINEAR                   |
| 285849 - | 2001 FR118               | 20 marzo 2001    | NEAT                     |
| 285850 - | 2001 FU158               | 27 marzo 2001    | NEAT                     |
| 285851 - | 2001 FQ168               | 23 marzo 2001    | LONEOS                   |
| 285852 - | 2001 FA179               | 20 marzo 2001    | LONEOS                   |
| 285853 - | 2001 FG181               | 21 marzo 2001    | Spacewatch               |
| 285854 - | 2001 FH190               | 18 marzo 2001    | NEAT                     |
| 285855 - | 2001 FO196               | 20 marzo 2001    | Spacewatch               |
| 285856 - | 2001 FV196               | 21 marzo 2001    | LONEOS                   |
| 285857 - | 2001 GD3                 | 14 aprile 2001   | LINEAR                   |
| 285858 - | 2001 GE10                | 15 aprile 2001   | NEAT                     |
| 285859 - | 2001 HZ14                | 23 aprile 2001   | Spacewatch               |
| 285860 - | 2001 HB26                | 27 aprile 2001   | Spacewatch               |
| 285861 - | 2001 HE40                | 30 aprile 2001   | Spacewatch               |
| 285862 - | 2001 HM48                | 21 aprile 2001   | LINEAR                   |
| 285863 - | 2001 HD58                | 25 aprile 2001   | LONEOS                   |
| 285864 - | 2001 HN60                | 24 aprile 2001   | LONEOS                   |
| 285865 - | 2001 JP7                 | 15 maggio 2001   | LONEOS                   |
| 285866 - | 2001 KV9                 | 18 maggio 2001   | LINEAR                   |
| 285867 - | 2001 KJ10                | 18 maggio 2001   | LINEAR                   |
| 285868 - | 2001 KM15                | 18 maggio 2001   | LINEAR                   |
| 285869 - | 2001 KK16                | 18 maggio 2001   | LINEAR                   |
| 285870 - | 2001 KP31                | 22 maggio 2001   | LINEAR                   |
| 285871 - | 2001 MJ21                | 27 giugno 2001   | NEAT                     |
| 285872 - | 2001 NR5                 | 13 luglio 2001   | NEAT                     |
| 285873 - | 2001 NY7                 | 14 luglio 2001   | NEAT                     |
| 285874 - | 2001 NK9                 | 13 luglio 2001   | NEAT                     |
| 285875 - | 2001 OB1                 | 17 luglio 2001   | NEAT                     |
| 285876 - | 2001 OM3                 | 17 luglio 2001   | NEAT                     |
| 285877 - | 2001 OY15                | 18 luglio 2001   | NEAT                     |
| 285878 - | 2001 OP55                | 22 luglio 2001   | NEAT                     |
| 285879 - | 2001 OJ61                | 21 luglio 2001   | NEAT                     |
| 285880 - | 2001 OC76                | 29 luglio 2001   | NEAT                     |
| 285881 - | 2001 OO77                | 26 luglio 2001   | NEAT                     |
| 285882 - | 2001 OM95                | 30 luglio 2001   | NEAT                     |
| 285883 - | 2001 OR95                | 24 luglio 2001   | Bickel, W.               |
| 285884 - | 2001 PN1                 | 3 agosto 2001    | NEAT                     |
| 285885 - | 2001 PN4                 | 10 agosto 2001   | NEAT                     |
| 285886 - | 2001 PX7                 | 10 agosto 2001   | NEAT                     |
| 285887 - | 2001 PH19                | 10 agosto 2001   | NEAT                     |
| 285888 - | 2001 PO29                | 13 agosto 2001   | Pauwels, T.              |
| 285889 - | 2001 PZ33                | 10 agosto 2001   | NEAT                     |
| 285890 - | 2001 PQ55                | 14 agosto 2001   | NEAT                     |
| 285891 - | 2001 PC58                | 14 agosto 2001   | NEAT                     |
| 285892 - | 2001 QZ12                | 16 agosto 2001   | LINEAR                   |
| 285893 - | 2001 QT15                | 16 agosto 2001   | LINEAR                   |
| 285894 - | 2001 QV25                | 16 agosto 2001   | LINEAR                   |
| 285895 - | 2001 QC37                | 16 agosto 2001   | LINEAR                   |
| 285896 - | 2001 QX45                | 16 agosto 2001   | LINEAR                   |
| 285897 - | 2001 QK49                | 16 agosto 2001   | LINEAR                   |
| 285898 - | 2001 QV64                | 16 agosto 2001   | LINEAR                   |
| 285899 - | 2001 QQ80                | 17 agosto 2001   | LINEAR                   |
| 285900 - | 2001 QH86                | 17 agosto 2001   | NEAT                     |

## 285901-286000
| Nome                 | Designazione provvisoria | Data di scoperta  | Scopritore      |
| -------------------- | ------------------------ | ----------------- | --------------- |
| 285901 -             | 2001 QL88                | 22 agosto 2001    | Spacewatch      |
| 285902 -             | 2001 QS99                | 19 agosto 2001    | LINEAR          |
| 285903 -             | 2001 QK102               | 19 agosto 2001    | LINEAR          |
| 285904 -             | 2001 QH103               | 19 agosto 2001    | LINEAR          |
| 285905 -             | 2001 QC122               | 19 agosto 2001    | LINEAR          |
| 285906 -             | 2001 QQ123               | 19 agosto 2001    | LINEAR          |
| 285907 -             | 2001 QX126               | 20 agosto 2001    | LINEAR          |
| 285908 -             | 2001 QD131               | 20 agosto 2001    | LINEAR          |
| 285909 -             | 2001 QF143               | 21 agosto 2001    | Spacewatch      |
| 285910 -             | 2001 QX148               | 21 agosto 2001    | NEAT            |
| 285911 -             | 2001 QN150               | 22 agosto 2001    | LINEAR          |
| 285912 -             | 2001 QD155               | 23 agosto 2001    | LONEOS          |
| 285913 -             | 2001 QQ156               | 23 agosto 2001    | LONEOS          |
| 285914 -             | 2001 QP161               | 23 agosto 2001    | LONEOS          |
| 285915 -             | 2001 QE164               | 21 agosto 2001    | NEAT            |
| 285916 -             | 2001 QT168               | 26 agosto 2001    | NEAT            |
| 285917 -             | 2001 QC172               | 25 agosto 2001    | LINEAR          |
| 285918 -             | 2001 QX175               | 23 agosto 2001    | Spacewatch      |
| 285919 -             | 2001 QU183               | 21 agosto 2001    | Yeung, W. K. Y. |
| 285920 -             | 2001 QV183               | 21 agosto 2001    | Spacewatch      |
| 285921 -             | 2001 QD192               | 22 agosto 2001    | LINEAR          |
| 285922 -             | 2001 QC212               | 23 agosto 2001    | LONEOS          |
| 285923 -             | 2001 QN213               | 23 agosto 2001    | LONEOS          |
| 285924 -             | 2001 QF217               | 23 agosto 2001    | LONEOS          |
| 285925 -             | 2001 QM219               | 23 agosto 2001    | Spacewatch      |
| 285926 -             | 2001 QS222               | 24 agosto 2001    | LONEOS          |
| 285927 -             | 2001 QN233               | 24 agosto 2001    | LINEAR          |
| 285928 -             | 2001 QP243               | 24 agosto 2001    | LINEAR          |
| 285929 -             | 2001 QF252               | 25 agosto 2001    | LINEAR          |
| 285930 -             | 2001 QP253               | 25 agosto 2001    | LINEAR          |
| 285931 -             | 2001 QB254               | 25 agosto 2001    | LONEOS          |
| 285932 -             | 2001 QA262               | 25 agosto 2001    | LINEAR          |
| 285933 -             | 2001 QZ278               | 19 agosto 2001    | LINEAR          |
| 285934 -             | 2001 QZ279               | 19 agosto 2001    | LINEAR          |
| 285935 -             | 2001 QV281               | 19 agosto 2001    | LINEAR          |
| 285936 -             | 2001 QP286               | 17 agosto 2001    | NEAT            |
| 285937 Anthonytaylor | 2001 QU317               | 20 agosto 2001    | Buie, M. W.     |
| 285938 -             | 2001 QM323               | 27 agosto 2001    | NEAT            |
| 285939 -             | 2001 QE327               | 23 agosto 2001    | NEAT            |
| 285940 -             | 2001 QE330               | 25 agosto 2001    | LINEAR          |
| 285941 -             | 2001 QO334               | 27 agosto 2001    | Spacewatch      |
| 285942 -             | 2001 QC335               | 27 agosto 2001    | NEAT            |
| 285943 -             | 2001 RB4                 | 8 settembre 2001  | LINEAR          |
| 285944 -             | 2001 RZ11                | 10 settembre 2001 | LINEAR          |
| 285945 -             | 2001 RW13                | 10 settembre 2001 | LINEAR          |
| 285946 -             | 2001 RA15                | 10 settembre 2001 | LINEAR          |
| 285947 -             | 2001 RL18                | 7 settembre 2001  | LINEAR          |
| 285948 -             | 2001 RA20                | 7 settembre 2001  | LINEAR          |
| 285949 -             | 2001 RJ21                | 7 settembre 2001  | LINEAR          |
| 285950 -             | 2001 RS21                | 7 settembre 2001  | LINEAR          |
| 285951 -             | 2001 RK22                | 7 settembre 2001  | LINEAR          |
| 285952 -             | 2001 RX22                | 7 settembre 2001  | LINEAR          |
| 285953 -             | 2001 RB23                | 7 settembre 2001  | LINEAR          |
| 285954 -             | 2001 RG30                | 7 settembre 2001  | LINEAR          |
| 285955 -             | 2001 RE33                | 8 settembre 2001  | LINEAR          |
| 285956 -             | 2001 RQ37                | 8 settembre 2001  | LINEAR          |
| 285957 -             | 2001 RN41                | 11 settembre 2001 | LINEAR          |
| 285958 -             | 2001 RD55                | 12 settembre 2001 | LINEAR          |
| 285959 -             | 2001 RJ60                | 12 settembre 2001 | LINEAR          |
| 285960 -             | 2001 RD64                | 10 settembre 2001 | LINEAR          |
| 285961 -             | 2001 RN66                | 10 settembre 2001 | LINEAR          |
| 285962 -             | 2001 RS73                | 10 settembre 2001 | LINEAR          |
| 285963 -             | 2001 RD87                | 11 settembre 2001 | LONEOS          |
| 285964 -             | 2001 RD95                | 11 settembre 2001 | LONEOS          |
| 285965 -             | 2001 RS96                | 12 settembre 2001 | Spacewatch      |
| 285966 -             | 2001 RZ97                | 12 settembre 2001 | Spacewatch      |
| 285967 -             | 2001 RL99                | 12 settembre 2001 | LINEAR          |
| 285968 -             | 2001 RY103               | 12 settembre 2001 | LINEAR          |
| 285969 -             | 2001 RC105               | 12 settembre 2001 | LINEAR          |
| 285970 -             | 2001 RL108               | 12 settembre 2001 | LINEAR          |
| 285971 -             | 2001 RW109               | 12 settembre 2001 | LINEAR          |
| 285972 -             | 2001 RK111               | 12 settembre 2001 | LINEAR          |
| 285973 -             | 2001 RS111               | 12 settembre 2001 | LINEAR          |
| 285974 -             | 2001 RH112               | 12 settembre 2001 | LINEAR          |
| 285975 -             | 2001 RP116               | 12 settembre 2001 | LINEAR          |
| 285976 -             | 2001 RT116               | 12 settembre 2001 | LINEAR          |
| 285977 -             | 2001 RM122               | 12 settembre 2001 | LINEAR          |
| 285978 -             | 2001 RP129               | 12 settembre 2001 | LINEAR          |
| 285979 -             | 2001 RA132               | 12 settembre 2001 | LINEAR          |
| 285980 -             | 2001 RB140               | 12 settembre 2001 | LINEAR          |
| 285981 -             | 2001 RZ144               | 7 settembre 2001  | NEAT            |
| 285982 -             | 2001 RH145               | 8 settembre 2001  | LINEAR          |
| 285983 -             | 2001 RU145               | 8 settembre 2001  | LINEAR          |
| 285984 -             | 2001 RG149               | 10 settembre 2001 | LONEOS          |
| 285985 -             | 2001 RM149               | 10 settembre 2001 | LONEOS          |
| 285986 -             | 2001 RE150               | 11 settembre 2001 | LONEOS          |
| 285987 -             | 2001 RH150               | 11 settembre 2001 | LONEOS          |
| 285988 -             | 2001 RA156               | 11 settembre 2001 | Spacewatch      |
| 285989 -             | 2001 SG2                 | 17 settembre 2001 | Yeung, W. K. Y. |
| 285990 -             | 2001 SK9                 | 17 settembre 2001 | LINEAR          |
| 285991 -             | 2001 SH15                | 16 settembre 2001 | LINEAR          |
| 285992 -             | 2001 SG25                | 16 settembre 2001 | LINEAR          |
| 285993 -             | 2001 SU51                | 16 settembre 2001 | LINEAR          |
| 285994 -             | 2001 SW59                | 17 settembre 2001 | LINEAR          |
| 285995 -             | 2001 SJ62                | 17 settembre 2001 | LINEAR          |
| 285996 -             | 2001 SH68                | 17 settembre 2001 | LINEAR          |
| 285997 -             | 2001 SW76                | 16 settembre 2001 | LINEAR          |
| 285998 -             | 2001 SQ77                | 19 settembre 2001 | LINEAR          |
| 285999 -             | 2001 SJ84                | 20 settembre 2001 | LINEAR          |
| 286000 -             | 2001 SU84                | 20 settembre 2001 | LINEAR          |